# Liste der denkmalgeschützten Objekte in Stoob
Die Liste der denkmalgeschützten Objekte in Stoob enthält die 7 denkmalgeschützten, unbeweglichen Objekte der burgenländischen Gemeinde Stoob.

## Denkmäler
| Foto |                 | Denkmal                                                                                               | Standort                                      | Beschreibung | Metadaten |
| ---- | --------------- | --- | --------------------------------------------- | --- | --- |
| ja   | Datei hochladen | Dreifaltigkeitssäule HERIS-ID: 47314 Objekt-ID: 50216                                                 | bei Fabrikstraße 10 Standort KG: Stoob        | Die Dreifaltigkeitssäule wurde 1886 errichtet und 1949 renoviert | BDA-Hist.: Q38026329 Status: § 2a Stand der BDA-Liste: 2025-06-30 Name: Dreifaltigkeitssäule GstNr.: 2666                                                                 |
| ja   | Datei hochladen | Fürstlich Esterhazy’sche Tonwarenfabrik HERIS-ID: 57010 Objekt-ID: 66696                              | Fabrikstraße 12 Standort KG: Stoob            | Von der Ende des 19. Jahrhunderts errichteten weitläufigen Anlage der Esterhazy’schen Tonwarenfabrik sind heute noch das Verwaltungsgebäude (und ehemalige Schulgebäude) sowie der Schlot der ehemaligen Maschinenhalle erhalten. Das Verwaltungsgebäude ist ein zweigeschoßiger späthistoristischer Bau mit Sichtziegeldekoration unter einem Walmdach. Westlich steht der 1901 erbaute und sich nach oben verjüngende Schlot aus Ziegelmauerwerk über quadratischem Grundriss. | BDA-Hist.: Q38074480 Status: Bescheid Stand der BDA-Liste: 2025-06-30 Name: Fürstlich Esterhazy’sche Tonwarenfabrik GstNr.: 4339/3                                        |
| ja   | Datei hochladen | Evang. Pfarrkirche A.B. HERIS-ID: 47313 Objekt-ID: 50215                                              | Hauptstraße 140 Standort KG: Stoob            | Das evangelische Gotteshaus ist eine der ersten „modernen“ Kirchen des Burgenlandes. Der Glockenturm stammt aus dem Jahr 1948, das Langhaus aus dem Jahr 1961 von Charlotte und Karl Pfeiler. | BDA-Hist.: Q1087427 Status: § 2a Stand der BDA-Liste: 2025-06-30 Name: Evang. Pfarrkirche A.B. GstNr.: 364 Christuskirche (Stoob)                                         |
| ja   | Datei hochladen | Diözesanmuseum, ehem. evangelischer Pfarrhof HERIS-ID: 47316 Objekt-ID: 50219                         | Hauptstraße 140 Standort KG: Stoob            | Das ehem. Evangelisches Pfarrhaus stammt aus dem Jahr 1830, ein Vorgängerbau aus dem Jahr 1786. | BDA-Hist.: Q38026343 Status: § 2a Stand der BDA-Liste: 2025-06-30 Name: Diözesanmuseum, ehem. evangelischer Pfarrhof GstNr.: 364                                          |
| ja   | Datei hochladen | Kath. Pfarrkirche hl. Johannes d. T. HERIS-ID: 47315 Objekt-ID: 50217                                 | Kirchengasse 2 Standort KG: Stoob             | Die Kirche stammt aus den Jahren 1956–1959 von Ladislaus Hruska. | BDA-Hist.: Q1361010 Status: § 2a Stand der BDA-Liste: 2025-06-30 Name: Kath. Pfarrkirche hl. Johannes d. T. GstNr.: 178 Pfarrkirche Stoob                                 |
| ja   | Datei hochladen | Bergkirche hl. Johannes d. T. (ehem. Pfarrkirche) mit Friedhofsmauer HERIS-ID: 71879 Objekt-ID: 85078 | östlich Kirchengasse 6 Standort KG: Stoob     | Ein romanischer Rechteckbau aus dem 13. Jahrhundert. In der Halbkreisapsis wurden Wandmalereireste aus den Jahren um 1220/1230 freigelegt, die Christus und die 12 Apostel darstellen. An der südlichen Außenwand befindet sich eine Kreuzigungsgruppe (Gekreuzigter und die zwei Schächer) aus Holz - eine Grödentaler Holzschnitzarbeit aus dem Jahr 1891. | BDA-Hist.: Q819891 Status: § 2a Stand der BDA-Liste: 2025-06-30 Name: Bergkirche hl. Johannes d. T. (ehem. Pfarrkirche) mit Friedhofsmauer GstNr.: 741 Bergkirche (Stoob) |
| ja   | Datei hochladen | Feld-, Rochus- oder Rosalienkapelle HERIS-ID: 113679 Objekt-ID: 132041seit 2020                       | nördlich Kirchengasse 100a Standort KG: Stoob | | BDA-Hist.: Q105647177 Status: Bescheid Stand der BDA-Liste: 2025-06-30 Name: Feld-, Rochus- oder Rosalienkapelle GstNr.: 4517                                             |